# Trung tâm lịch sử Tallinn
Trung tâm lịch sử Tallinn hay Phố cổ Tallinn (tiếng Estonia: Tallinna vanalinn) là phần cổ nhất của Tallinn, Estonia. Nó đã quản lý để bảo tồn hoàn toàn cấu trúc có nguồn gốc từ thời Trung Cổ và Hansetic.  Khu phố cổ được quy hoạch từ thế kỷ 13 của thành phố đặc biệt nguyên vẹn. Trung tâm lịch sử đã được UNESCO đưa  công nhận là di sản thế giới từ năm 1997. Khu phố cổ giáp với bức tường Tallinn có diện tích 113 hecta với một vùng đệm rộng 2.253 ha.

## Mô tả
Phần lớn các cấu trúc của khu phố cổ được xây dựng từ thế kỷ 13 đến thế kỷ 16. Nguồn gốc của thành phố Tallinn có từ thế kỷ 13, khi một lâu đài được xây dựng bởi các Hiệp sĩ Teuton. Khu vực này sau đó phát triển như là một trung tâm lớn của Liên minh Hanse, và sự giàu có của nó được thể hiện bởi sự sang trọng của các công trình công cộng và kiến trúc nhà ở của các thương gia đã tồn tại bền bỉ qua nhiều thế kỷ bất chấp sự tàn phá của các vụ hỏa hoạn và chiến tranh trong nhiều thế kỷ.
Trung tâm lịch sử Tallinn được bảo quản tốt của một thành phố thương mại phía Bắc thời Trung Cổ châu Âu. Nó giữ lại các tính năng nổi bật của hình thức độc đáo này của cộng đồng kinh tế và xã hội ở một mức độ đáng kể.
Điều tra khảo cổ học đã chỉ ra rằng một pháo đài trên khối đá vôi Toompea và sau một hải cảng thương mại, trên tuyến đường biển người Viking tới Constantinople đã tồn tại từ thế kỷ thứ 10 và 11. Với việc mở rộng thương mại trên biển Baltic, khu định cư được biết đến tại thời điểm đó có tên gọi Lyndanise (Reval trong tiếng German, Kolyvan trong tiếng Nga) bị chiếm đóng năm 1219 bởi quân đội của Valdemar II của Đan Mạch, người đã củng cố công sự trên đồi Toompea và xây dựng nhà thờ đầu tiên.
Trong những năm 1226-1227, thị trấn được chia thành hai phần là pháo đài (castrum) và thị trấn lân cận (suburbum). Năm 1248, Tallinn đã thông qua quy chế Lübeck, trở thành thành viên đầy đủ của Liên minh Hanse vào năm 1285. Sự thịnh vượng của nó được phản ánh bởi sự tăng trưởng nhanh chóng trong thế kỷ 14. Bức tường lớn của thành phố được xây dựng trong 1310, bao quanh một khu vực theo mô hình đặc trưng Baltic với đường phố tỏa ra. Cùng với các lãnh thổ phía bắc Estonia, nó sau đó thuộc quyền sở hữu của các hiệp sĩ Livonia, và họ đã cho xây dựng lại lâu đài trên Toompea.